# Más Madrid (programa de televisión)
Más Madrid fue un magazine matinal, producido por Cuarzo Producciones para Telemadrid desde un plató en Torre Puerta de Europa (Madrid). En sus inicios fue presentado por Noelia López Boluda. A partir de noviembre de 2014 el programa pasó a ser conducido por Alfonso Rojo con Noelia López Boluda de copresentadora. Se emitía de lunes a viernes de 12:00 a 14:00 horas. Contaba con diversas secciones de información local, actualidad política, sucesos y otros temas propios que caracterizaban al programa. Algunas de las secciones más destacadas del programa eran:
-Crónica social: Estrenos, conciertos, premios, fiestas, presentaciones… El grupo de colaboradores del programa comentaban todo lo que pasaba en Madrid.
-Haztutele: Espacio dedicado a los espectadores que ofrecía al público la posibilidad de ejercer de cámara de sus propias vivencias gracias a una aplicación absolutamente innovadora. Los espectadores grababan con sus teléfonos inteligentes y tabletas todo lo que consideraban de interés y lo enviaban automáticamente.
- El aperitivo: Sección dedicada a la actualidad con los temas que más preocupan a la sociedad.
Los reporteros del programa cobraban protagonismo en Más Madrid para contar con todo lujo de detalles lo que ocurría en la Comunidad de Madrid. Elena Ortega, Jesús Cosano, Andrea Prat, Jero Moreno, Elena Gallego, Pedro Mardonés y Pepa Romero conformaban el equipo de reporteros.  
El 27 de agosto de 2015 se conoció la noticia de que Alfonso Rojo era despedido de Telemadrid.
El 7 de septiembre de 2015 Más Madrid fue sustituido por un nuevo programa de actualidad llamado Las Claves del Día. Este programa, presentado por Santiago Acosta, nació como una evolución de Más Madrid con nuevas secciones, reportajes y directos a pie de calle, teniendo muy presentes todos los temas relacionados con la Comunidad de Madrid.

## Colaboradores habituales
- Hermann Tertsch (junio de 2014 - septiembre de 2015)
- Francisco Marhuenda (junio de 2014 - septiembre de 2015)
- Carmelo Encinas (junio de 2014 - septiembre de 2015)
- Pilar Gómez (junio de 2014- septiembre de 2015)
- Isabel San Sebastián (junio de 2014 - septiembre de 2015)
- José Alejandro Vara (junio de 2014 - septiembre de 2015)
- Curri Valenzuela (julio de 2014 - septiembre de 2015)
- Esther Esteban (junio de 2014 - septiembre de 2015)
- Alfonso Merlos (septiembre de 2014 - septiembre de 2015)
- Antonio Pérez Henares (junio de 2014 - septiembre de 2015)
- Jorge Cabezas (septiembre de 2014 - septiembre de 2015)